# Pri srebrnem novčiču
Pri srebrnem novčiču je prostozidarska loža v Parizu, ki je bila ustanovljena leta 1725; to je bila prva loža v Parizu.
Ložo so ustanovili: Charles Radcliffe, lord Harnouester, Andrew Francois Lebret in James Hector MacLear.